# Toine
Pour le film homonyme, voir Toine (film).
Toine est une nouvelle de Guy de Maupassant, parue en 1885.
Cette farce normande dénonce l'étroite mentalité paysanne.

## Historique
La nouvelle Toine est d'abord publiée dans le journal Gil Blas du 6 janvier 1885, et peu après reprise dans le recueil du même nom. 

## Résumé
Joyeux drille, amateur d'eau-de-vie et de bonne chère, le cabaretier Toine est cloué au lit par une attaque de paralysie. Lui qui ne faisait déjà pas grand chose ne peut plus du tout travailler. C'est une grande lamentation pour sa femme qui se voit contrainte de s'occuper de lui en plus de son travail. Devant les récriminations de la femme, un ami de bombance du Toine lui suggère une idée saugrenue : utiliser son mari pour lui faire couver des œufs, puisqu'il reste au chaud à longueur de journée. Ça lui rendrait un peu d'utilité !

## Édition
- Toine, dans Maupassant, Contes et Nouvelles, tome II, texte établi et annoté par Louis Forestier, éditions Gallimard, Bibliothèque de la Pléiade, 1971  (ISBN 978 2 07 010805 3)
- Maupassant, Toine et autres contes normands, texte établi et annoté par Anne Princen, éditions Flammarion, 2015  (ISBN 978-2-0813-5315-2)

## Adaptations
Toine a donné lieu à plusieurs courts-métrages. En 1952, le comique italien Eduardo De Filippo s’en inspire pour son œuvre Marito e Moglie, dont la première partie, Tonio, transpose le récit.
Au cinéma
- 1932 : Toine, film français de René Gaveau, avec Andrex
- 1952 : Tonio, dans Marito e Moglie (Mari et Femme), film italien d'Eduardo De Filippo

À la télévision
- 1962 : Toine, épisode de la série télévisée française Treize contes de Maupassant, réalisé par Carlo Rim (30 minutes)
- 1980 : Toine, court-métrage français d'Edmond Séchan (15 minutes), César du meilleur court métrage en 1981
- 2007 : Toine, épisode 8, saison 1, réalisé par Jacques Santamaria, de la série télévisée française Chez Maupassant sur France 2